# FN FNC
O fuzil de assalto FNC (de Fabrique Nationale Carabine) é uma arma belga produzida pela Fabrique Nationale (FN) desde 1979.

## Histórico
Após o fracasso de mercado de seu fuzil anterior em calibre 5,56x45mm, o CAL, a famosa empresa belga Fabrique Nationale começou a desenvolver o novo rifle de assalto em cartucho 5,56 OTAN no início dos anos 1970.
O chamado FNC (Fabrique Nationale Carbine) foi produzido por volta 1978 e conseqüentemente foi adotado pelas forças armadas belga. Foi também aprovado pela Suécia e a Indonésia, e ambos os países compraram as licenças para fabricarem versões mais ou menos modificados da FNC, em suas próprias instalações. A versão sueca é conhecida como Bofors AK-5 e a versão indonésia é conhecida como Pindad SS1. 
O FNC também foi vendido a algumas forças policiais ao redor do mundo, e, em número limitado de civis - como o modelo limitado a fogo semiautomático "Sporter". 
O FNC é um bom design, que acumulou as melhores características de outros desenhos famosos, como o Kalashnikov AK-47, Colt / Armalite M16, e outros. 

## Características
- Calibre: 5,56x45mm OTAN;
- Tipo de operação: Operação a gás com trancamentos de ferrolho rotativo, com 2 ressaltos de trancamento;
- Comprimento: 997 mm / 776 mm com coronha dobrada e 911 mm / 680 mm na versão Para;
- Comprimento do cano: 449 mm e 363mm na versão Para;
- Peso com carregador vazio: 4.06 kg e 3.81 kg na versão Para;
- Carregador: 30 cartuchos e aceita qualquer carregado OTAN(STANG);
- Taxa de fogo: perto de 700 tiros por minuto;
- Alcance efetivo: 450 metros.

O FNC é operado a gás, com seletor de fogo alimentado por carregador. A cabeça rotativa de trancamento se assemelha muito ao do AK-47, mas introduziu-se tecnologias de produção mais avançadas. 

## Descrição técnica

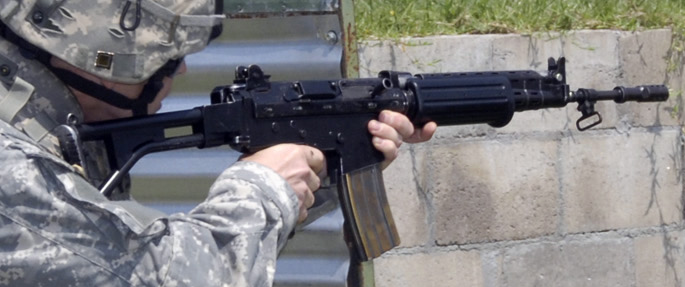
Um soldado americano armado com um FNC.

O pistão de gás do FNC está localizado acima do cano, como o AK-47, mas diferentemente deste, o pistão não pode ser separado do transportador do ferrolho durante a desmontagem. Como o FAL, o FNC possui um regulador de gás de três posições para operar em condições normais, adversas e em lançamentos de granada. Nesse último, bloqueia a entrada de gás no pistão, o que permite o lançamento seguro. A cabeça de trancamento possui 2 ressaltos de trancamento que tava em entradas no cano, como o AK-47. O transportador possui duas partes que estão ligados por dois pinos cruzados. O receptor pode ser aberto para a desmontagem e manutenção, removendo-se o pino traseiro, A maior é feita em aço estampado e em alumínio. FNC possui uma mira em formato de "L" que permite regulagem para 250 e 400 metros de alcance. Os controles de fogo do FNC possui 4 posições segurança, semiautomático, rajada de 3 tiros e automático . 
O FNC possui um coronha dobrável feita em aço coberto por plástico, mas existem coronhas fixas, feitas em plástico, a empunhadura e o guarda-mato são feitas também em plástico. O FNC pode ser equipado com baioneta americana M7 e com uma mira óptica de 4x ou vários tipos de equipamentos de visão noturna. Ele pode usar qualquer carregador padrão OTAN(STANAG), mas o mais comum é o de 30 cartuchos feito em alumínio.